# Aleuas lineatus
Aleuas lineatus är en insektsart som beskrevs av Carl Stål 1878. Aleuas lineatus ingår i släktet Aleuas och familjen gräshoppor. Inga underarter finns listade i Catalogue of Life.